# Lookin' to Get Out
Lookin' to Get Out är en amerikansk långfilm från 1982 i regi av Hal Ashby, med Jon Voight, Ann-Margret, Burt Young och Bert Remsen i rollerna.

## Handling
Storspelaren Alex Kovac (Jon Voight) förlorar $10 0000 som han inte kan betala tillbaka. Han övertygar vännen Jerry Feldamn (Burt Young) att följa med honom till Las Vegas för att försöka vinna pengar så han kan betala sin skuld.

## Rollista
| Jon Voight       | – Alex Kovac              |
| Ann-Margret      | – Patti Warner            |
| Burt Young       | – Jerry Feldman           |
| Bert Remsen      | – Smitty                  |
| Jude Farese      | – Harry                   |
| Allen Keller     | – Joey                    |
| Richard Bradford | – Bernie Gold             |
| Stacey Pickren   | – Rusty - Rödhårig hora   |
| Samantha Harper  | – Lillian - Jerrys ex-fru |